# Модель Бевериджа

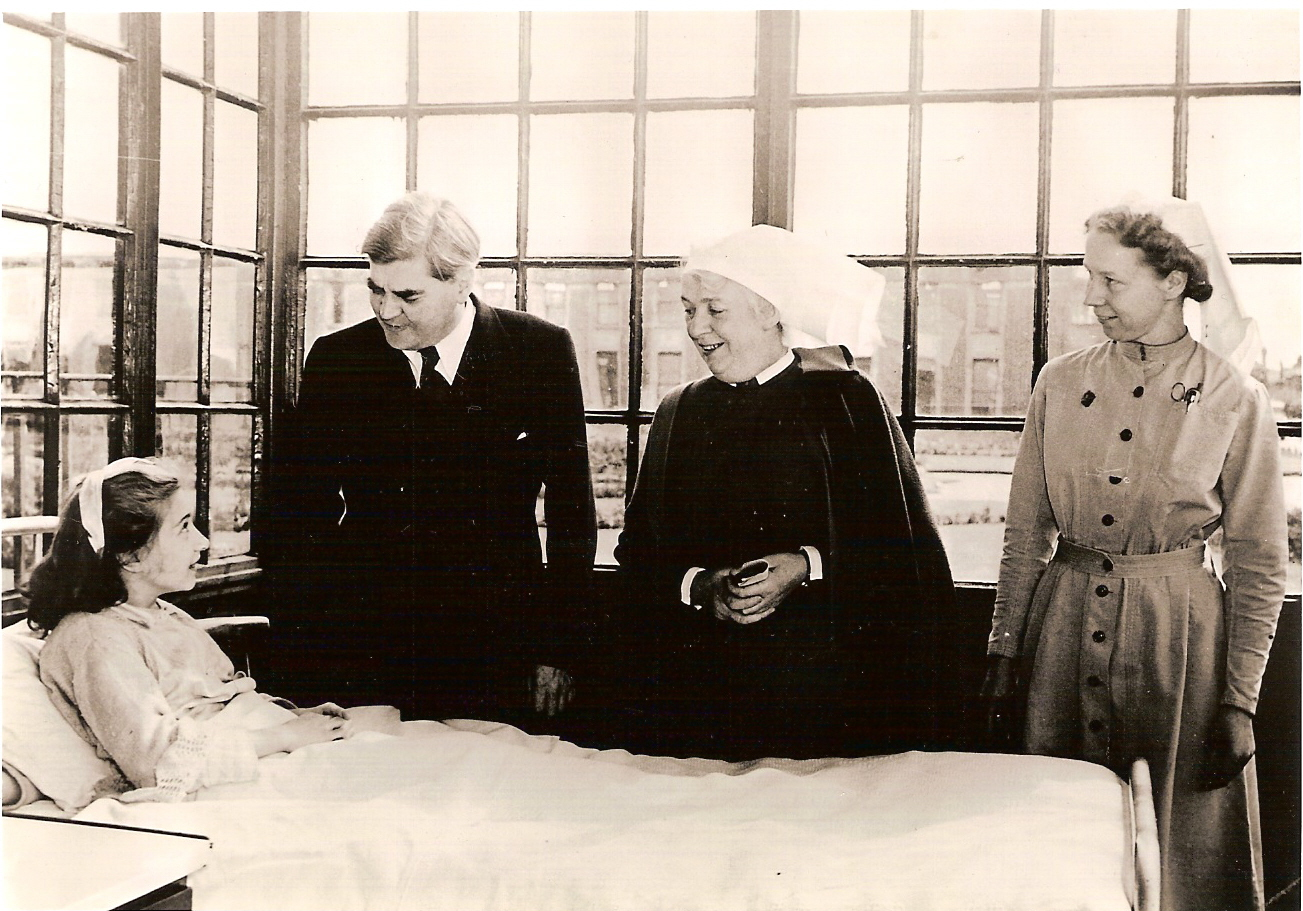
Первый день работы Национальной службы здравоохранения, 5 июля 1948 года. Министр здравоохранения Великобритании Бивен посещает Trafford Hospital

Модель Бевериджа — принципы и система организации национальной системы здравоохранения, в рамках которой медицинские услуги обеспечиваются за счёт налога на доходы граждан. Модель была разработана британским экономистом Уильямом Бевериджем, основывавшемся на уже существовавшей системе социального страхования, проведённой через парламент Ллойд Джорджем в 1911 году. Модель впервые была институционализирована в Великобритании законом 1946 года и начала функционировать в 1948 году. Согласно модели Бевериджа большинство больниц и клиник являются государственной собственностью, большинство медицинских работников являются госслужащими, вместе с тем допускается существование и частных медицинских учреждений, услуги которых могут оплачиваться государством. Сам Беверидж формулировал основную идею модели как «бесплатное здравоохранение от колыбели до могилы». Среди стран, использующих принципы модели Бевериджа, можно отметить Великобританию, Италию, Испанию, скандинавские страны, Новую Зеландию, Гонконг и ряд других.